# Ultraviola (film, 2006)
AzUltraviola (eredeti cím: Ultraviolet) egy 2006-os amerikai sci-fi akciófilm, amelyet Kurt Wimmer írt és rendezett, és a Screen Gems gyártott. A film főszereplői Milla Jovovich, Cameron Bright és Nick Chinlund.
A filmhez Yvonne Navarro írt egy regényváltozatot, amely több háttértörténetet és karakterfejlődést tartalmaz. A könyv több szempontból is eltér a filmtől, többek között a befejezés kétértelmű, és néhány fordulatot is eltávolítottak történetből. A film alapján készült egy japán anime sorozat Code 044 címmel.
A filmet 2006. március 3-án mutatták be a mozik Észak-Amerikában. Magyarországon nem került mozifogalmazásba, a DVD megjelenés 2006. október 3-án volt. 

## Cselekmény
A 21. század közepén baleset történik egy illegális amerikai biotechnológiai laboratóriumban, ahol szuperkatonákat akartak létrehozni a harmadik világ leigázására, de a projekt balul sül el. Ennek következtében a Föld lakosságának egy része megfertőződik egy vírussal, amely felülírja és kicseréli a DNS-t, és hemofágokká mutálódik, vámpírfogú lényekké, amelyek erősebbek, gyorsabbak és okosabbak az embereknél, de a genetikai felbomlás miatt nagyon rövid életűek.
Az emberiség háborút indít a hemofágok ellen, akik ezt követően a föld alá vonulnak. Mivel a bűnüldöző szervek képtelenek megállítani a fertőzést, a szuverén nemzetek összeomlanak, az emberi jogokat eltörlik, és a bolygón uralkodó szükségállapot miatt a kormányok létrehozzák a Minisztériumot, egy hatalmas vállalatot és közös világkormányt, amely bitorolja az ENSZ-t és az Egészségügyi Világszervezetet. A hemofág szuperkatona, Violet Song jat Shariff a lázadó földalatti ellenállás tagja, és keresi a módját, hogy visszavágjon.
Violet azt a feladatot kapja, hogy lopjon el állítólag ember által készített mutánsellenes fegyvereket. Szupererejét felhasználva megtámadja a központot, ahol egy olyan szuperfegyvert rejtegetnek, amely képes elpusztítani a hemofágokat. A fegyverkonténerben azonban egy 9 éves Hatos nevű kisfiú van, aki Ferdinand Daxus alkardinális (a világ elnöke) klónja, és egy hemofágokra veszélyes vírus hordozója. Violet elszállítja a fiút a bázisra, de megakadályozza, hogy a hemofágok megöljék.
Violet és szövetségesei azt tervezik, hogy létrehoznak egy vakcinát, amely visszavinné őt és a hemofágokat az emberek világába, de az alkardinális különleges erői és a hemofágok a nyomában vannak. Kiderül, hogy a hemofágok többsége úgy döntött, hogy összejátszik az alkardinálissal, akiről kiderül, hogy maga is egy titkos hemofág. Az ellenállás laboratóriumaiban Violet megtudja, hogy Hatos nem jelent veszélyt a hemofágokra, de az alkardinális számára titokzatos értéket képvisel. Violet végül megtudja, hogy Daxus egy új járvánnyal akarja növelni a vagyonát, amelynek ellenszerét az embereknek naponta kell majd megvásárolniuk. Hatos a kulcsa ezeknek az alattomos terveknek. Violet rájön, hogy Daxus volt az, aki egykor laboratóriumi asszisztensként dolgozott, és ő okozta a balesetet a laboratóriumban, hogy később kihasználva a helyzetet, a világkormány élére álljon. Violet megmenti Hatost, és hemofágként újraéleszti, mielőtt sikerülne megölnie Daxust. Violet megesküszik, hogy megvédi a világot a társadalom gyűlöletétől, miközben ő és Hatos kilovagolnak a naplementébe.

## Szereplők
| Színész           | Szerep                       | Magyar hang   |
| ----------------- | ---------------------------- | ------------- |
| Milla Jovovich    | Violet Song jat Shariff      | Kéri Kitty    |
| Cameron Bright    | Hatos                        | Penke Bence   |
| Nick Chinlund     | Ferdinand Daxus alkardinális | Forgács Péter |
| Sebastien Andrieu | Nerva                        | Welker Gábor  |
| William Fichtner  | Garth                        | Kardos Róbert |
| Pete Spurrier     | Kutatóprogram vezetője       | Rába Roland   |
| Ida Martin        | Fiatal Violet                |               |

## Forgatás
A forgatás 2004. február elején kezdődött Kína különböző városaiban, elsősorban Hongkongban és Sanghajban. A forgatás 2004. június végén fejeződött be. A filmet digitálisan, nagyfelbontású Sony HDW-F900-as kamerával rögzítették.
Jovovich nem volt elégedett a filmmel, mert megígérték neki, hogy ő is beleszólhat a vágási folyamatba, de mégsem kérték ki a véleményét. 

## Kritikai visszhang
A kritikusok többnyire negatívan értékelték a filmet, 83 kritikusból 76 szidta és mindössze 7 kritikus dicsérte, a Rottentomatoes oldalán, ezzel 8%-os a kritikai átlaga.

## Bevétel
Az Ultraviola 2006. március 3-án jelent meg Észak-Amerikában. A film nyitóhétvégéjén 9 064 880 dolláros bevételt ért el, ezzel a negyedik helyen végzett, megelőzték a második hete műsoron lévő Családi gubancok, a szintén debütáló 16 utca és a harmadik hete műsoron lévő Kutyahideg című filmek.  Az USA-ban 18 535 812 dollárt, nemzetközileg pedig 12 534 399 dollárt hozott, így az összbevétele 31 070 211 dollár. A filmnek 30 millió dolláros költségvetése volt.

## Fordítás
- Ez a szócikk részben vagy egészben  az   Ultraviolet (film) című angol Wikipédia-szócikk fordításán alapul.  Az eredeti cikk szerkesztőit annak laptörténete sorolja fel. Ez a jelzés csupán a megfogalmazás eredetét és a szerzői jogokat jelzi, nem szolgál a cikkben szereplő információk forrásmegjelöléseként.